# Børne- og Undervisningsministeriet
Børne- og Undervisningsministeriet er et dansk ministerium, der har ressortansvaret for grundskolen, dagtilbud, ungdomsuddannelser, erhvervsuddannelser, visse typer voksenuddannelse m.v.
I 1848 oprettede man under den første minister D. G. Monrad Ministeriet for Kirke- og Undervisningsvæsenet (Kultusministeriet), som fungerede frem til 1916, hvor ministeriet blev delt op i et ministerium for kirkeanliggender og tilsvarende et ministerium for undervisning.
Kultusministeriet overtog administrationen af kirke, undervisningsvæsen og de øvrige kulturinstitutioner, herunder universitet, arkiv, museum og teater, fra de netop nedlagte kollegier Danske Kancelli og Direktionen for Universitetet og de lærde Skoler.
I 1916 fik kirke og undervisning hver sit ministerium. I 1961 udskiltes et særligt Ministerium for Kulturelle Anliggender, og i 1993 et selvstændigt Forskningsministerium. I dag er der en vis sammenhæng mellem de to ministerier, dels fordi de deler adresse, men også fordi det ofte ses, at den samme person varetager begge ministerposter. Undervisningsministeriet overtog i 1961 lærlingeuddannelser mv. fra Handelsministeriet, i 1968 Landbohøjskolen fra Landbrugsministeriet og i 1974 Journalisthøjskolen fra Statsministeriet. Fra Socialministeriet overførtes de socialpædagogiske uddannelser i 1980, og uddannelserne inden for sundhedsvæsenet fulgte efter i 1984.
Undervisningsministeriets opgave er siden 1980'erne gradvist blevet ændret i retning af regel- og rammestyring, kvalitetsudvikling og evaluering af undervisningen (se Danmarks Evalueringsinstitut).
Forskningen ved de højere læreanstalter, der 1998-2000 havde hørt under Forskningsministeriet, samt Byggedirektoratet blev i 2001 samlet under det nyoprettede Ministerium for Videnskab, Teknologi og Udvikling (se Ministeriet for Forskning, Innovation og Videregående Uddannelser). Samtidig blev arbejdsmarkedsuddannelserne (AMU) overført fra Arbejdsministeriet til Undervisningsministeriet.
Som følge af Strukturreformen blev ansvaret for bygninger og personale ved gymnasieskolerne, hf-kurser, VUC og sosu-skoler fra 2007 underlagt Undervisningsministeriet.
Med regeringen Helle Thorning-Schmidts tiltræden i oktober 2011 ændrede Undervisningsministeriet navn til Ministeriet for Børn og Undervisning. Ministeriet overtog ved samme lejlighed ressortansvaret for sager vedrørende dag-, fritids- og klubtilbud til børn og unge, sager vedrørende danskundervisning som andetsprog samt sager vedrørende nationale mindretal fra hhv. Social- og Integrationsministeriet, Ministeriet for Flygtninge, Indvandrere og Integration samt Økonomi- og Indenrigsministeriet.
Ministeriet for Børn og Undervisning afgav desuden ressortansvaret for sager vedrørende videregående uddannelser på professionsbachelorniveau, inklusive voksenundervisning under åben uddannelse, til Ministeriet for Forskning, Innovation og Videregående Uddannelser.
Ved en ministerrokade i august 2013 overførtes ressortområderne vedr. børn i alderen 0 til 6 år til Social-, Børne- og Integrationsministeriet. Ministeriet ændrede derfor navn tilbage til Undervisningsministeriet. Disse områder kom med regeringen Løkke Rasmussen i 2015 tilbage til ministeret, der desuden kom til at omfatte området ligestilling, og ministeriet skiftede navn til Ministeriet for Børn, Undervisning og Ligestilling. Ved regeringsskiftet i november 2016 fik ministeriet igen navnet Undervisningsministeriet, og ligestillingsområdet blev udskilt og lagt ind under Udenrigsministeriet.
Selve ministeriet havde i 2022 kontorer i fire bygninger:
- Frederiksholms Kanal 21 og 25
- Frederiksholms Kanal 26
- Vester Voldgade 123

I 2023 flyttede Styrelsen for Undervisning og Kvalitet og Styrelsen for It og Læring ud af deres kontorer på hhv. Frederiksholms Kanal 25 og Vester Voldgade 123. De to styrelser har nu kontorer på Teglholmsgade 1 i København S.[kilde mangler]
Den nuværende undervisningsminister er Mattias Tesfaye.

## Institutioner under ministeriet
Undervisningsministeriet organisation blev senest ændret ved en strukturændring i november 2016. Ministeriet består af ét departement og to styrelser samt en række råd, nævn og udvalg. Søren Hartmann Hede er departementschef. De to styrelser er henholdsvis Styrelsen for Undervisning og Kvalitet (STUK) samt Styrelsen for It og Læring (STIL).

### Danmarks Evalueringsinstitut(EVA)
EVA er en selvstændig staslig institution, der skal medvirke til at sikre og udvikle kvaliteten af undervisning, uddannelse og læring gennem evalueringer, analyser og redskaber.
Evalueringsinstituttet rådgiver og samarbejder med offentlige myndigheder, uddannelsesinstitutioner og dagtilbud i spørgsmål om evaluering og kvalitetsudvikling af uddannelse og dagtilbud.

### Dansk Center for Undervisningsmiljø(DCUM)
DCUM er en selvstændig statsinstitution, der skal medvirke til at sikre og udvikle godt undervisningsmiljø på alle uddannelsessteder og et godt børnemiljø i alle dagtilbud. Centret har til opgave at vejlede og rådgive elever, studerende, uddannelsessteder, dagtilbud og myndigheder i spørgsmål om børnemiljø og undervisningsmiljø.
Centret fungerer som fælles indgang til viden om regler og praksis af betydning for undervisningsmiljøet i hele uddannelsessystemet.

### Sorø Akademis Skole
Sorø Akademis Skole er et statsdrevet offentligt gymnasium, hvis hovedopgave er undervisning frem til studentereksamen. Til skolen er knyttet en kostskole.

## Råd og nævn
- Ankenævnet vedrørende Praktikvirksomhed
- Rådet for de grundlæggende Erhvervsrettede Uddannelser (REU)
- Tvistighedsnævnet
- Rådet for Voksen- og Efteruddannelse (VEU-rådet)
- Rådet for Ungdomsuddannelser
- Bestyrelsen for Arbejdsgivernes Uddannelsesbidrag (AUB)
- Rådet for Børns Læring
- Klagenævnet for specialundervisning (ast.dk)
- Nationalt Dialogforum for Uddannelses- og Erhvervsvejledning
- Den danske UNESCO-nationalkommission